# Luca Laurenti
Luca Laurenti (Roma, 29 de abril de 1963) es una personalidad de televisión, comediante, músico y actor de doblaje italiano.

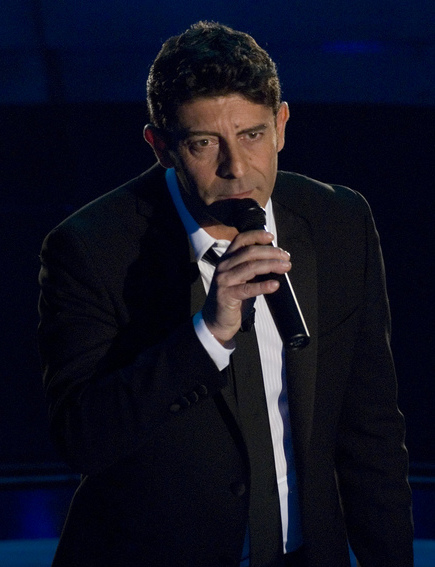
Luca Laurenti en el Festival de Sanremo 2009.

Junto a su amigo y compañero de trabajo Paolo Bonolis, con quien colabora desde 1991, forma una de las parejas televisivas más longevas de la televisión italiana.

## Carrera
Luca Laurenti antes de alcanzar gran fama, se dio a conocer en 1988 al aparecer en los programas Provini y Dibattito!, ambas dirigidas por Gianni Ippoliti.
Posteriormente trabajó en una villa turística durante un mes durante el verano en Amendolara Marina (CS), como él mismo declaró en el episodio de Avanti un altro! del 4 de marzo de 2018, ¡consiguió un gran éxito en 1991 con Paolo Bonolis en Urka! transmitido en Italia 1 con Brunella Andreoli y Leo Valli y también forma parte del elenco de Il gioco dei 9 presentado por Gerry Scotti.
Con Paolo Bonolis dará vida a una sociedad artística. Además de Urka! los dos trabajarán juntos en varios programas conocidos de RAI y Mediaset: Sabato Notte Live (1994), Fantastica italiana (1995-1996), I cervelloni (1996), Miss Italia nel Mondo (1996), Tira & Molla (1 de octubre de 1996- 27 de junio de 1998); Il gatto e la volpe (25 de marzo a 13 de mayo de 1997); Ciao Darwin (3 de octubre de 1998-23 de diciembre de 2000, 28 de marzo-30 de mayo de 2003, 18 de septiembre-15 de diciembre de 2007, 19 de marzo-28 de mayo de 2010, 18 de marzo-6 de mayo de 2016, 15 de marzo -24 de mayo de 2019); Chi ha incastrato Peter Pan? (2 de abril al 14 de mayo de 1999, 11 de marzo al 6 de mayo de 2000, 7 de octubre al 25 de noviembre de 2009, 7 de octubre al 25 de noviembre de 2010, 21 de septiembre al 26 de octubre de 2017); Italiani (22 de septiembre-1 de diciembre de 2001), Striscia la notizia (28 de febrero de 2000-7 de junio de 2003), Fattore C (25 de septiembre-1 de diciembre de 2006), Un mercoledì da tifosi, Music (11 de enero de 2017 -23 de diciembre de 2017), Avanti un altro! (desde el 5 de septiembre de 2011).

## Vida personal
Luca Laurenti desde 1994 está casado con la abogada Raffaella Ferrari.

## Filmografía

### Actor

#### Cine
- L'anno dei gatti, dirigida por Amasi Damiani (1979)
- Torino Boys, dirigida por Manetti Bros. (1997)
- I fobici, de Giancarlo Scarchilli (1999)
- Body Guards - Guardie del corpo, dirigida por Neri Parenti (2000)
- Io & Marilyn, dirigida por Leonardo Pieraccioni (2009)

#### Televisión
- Don Luca, dirigida por Marco Mattolini y Marco Maccaferri – sitcom (Canal 5, 2000-2003)
- Don Luca c'è, dirigida por Duccio Forzano – sitcom (Italia 1, 2008)

### Actor de doblaje
- Stuart Little en Stuart Little, Stuart Little 2, Stuart Little 3: Call of the Wild
- Forky en Toy Story 4, I perché di Forky
- Lenny en El espantatiburones
- Ray en The Princess and the Frog
- Dwight en Los Simpson (temporada 19 episodio 4)
- Rata inmobiliaria en Tom & Jerry

## Programas de televisión
- Provini (Italia 1, 1988)
- Dibattito! (Italia 1, 1988-1990)
- Televiggiù (Italia 1, 1989)
- Star 90 (Rete 4, 1990) Concursante
- Il gioco dei 9 (Canale 5, 1990-1992)
- Urka! (Italia 1, 1991)
- Sei un fenomeno (Canale 5, 1991)
- Il TG delle vacanze (Canale 5, 1991-1992)
- Sabato Notte Live (Canale 5, 1994)
- Miss Italia 1 (Italia 1, 1995)
- Appuntamento al buio (Italia 1, 1995-1996)[5]
- Fantastica italiana (Rai 1, 1995-1996)
- Miss Italia nel Mondo (Rai 1, 1996)
- I cervelloni (Rai 1, 1996)
- Tira & Molla (Canale 5, 1996-1998)
- Il gatto e la volpe (Canale 5, 1997)
- Buona Domenica (Canale 5, 1997-2006)
- Ciao Darwin (Canale 5, 1998-2000, 2003, 2007, 2010, 2016, 2019)
- Chi ha incastrato Peter Pan? (Canale 5, 1999-2000, 2009-2010, 2017)
- Striscia la notizia (Canale 5, 2000-2004)
- Italiani (Canale 5, 2001)
- Un mercoledì da tifosi (Canale 5, 2005)
- Il senso della vita (Canale 5, 2005-2008, 2011; Italia 1, 2008)
- Fattore C (Canale 5, 2006)
- Fantasia (Canale 5, 2008)
- Festival de Sanremo (Rai 1, 2009)
- Avanti un altro! (Canale 5, desde 2011)
- Music (Canale 5, 2017)
- Avanti un altro! Pure di sera (Canale 5, 2017-2018, desde 2021)
- Avanti un altro! An Italian Crime Story (Canale 5, 2018)
- Star in the Star (Canale 5, 2021) Concursante

## Discografía

### Álbumes de estudio
- 1998: Nudo nel mondo

### Individual
- 2001: Bucatini Disco Dance
- 2011: Ricordati che devi morire
- 2012: Palle di Natale

## Premios y reconocimientos
Telegatti
- 2000: Personaje masculino del año